# Campionato mondiale maschile di hockey su pista Oliveira de Azeméis 2003
Il Campionato del Mondo 2003 è stata la 36ª edizione del campionato del mondo di hockey su pista; la manifestazione è stata disputata in Portogallo a Oliveira de Azeméis dal 27 settembre al 4 ottobre 2003.

La competizione fu organizzata dalla Fédération Internationale de Roller Sports.

Il torneo è stato vinto dalla nazionale portoghese per la 15ª volta nella sua storia.

## Città ospitanti e impianti sportivi
| CITTÀ               | IMPIANTO                      | CAPIENZA |
| Oliveira de Azeméis | Pavilhão Dr. Salvador Machado | 2.000    |

## Prima fase

### Girone A

#### Risultati
| Oliveira de Azeméis 27 settembre 2003 | Mozambico | 1 – 2 | Svizzera | Pavilhão Dr. Salvador Machado |

| Oliveira de Azeméis 27 settembre 2003 | Inghilterra             | 0 – 8 | Spagna | Pavilhão Dr. Salvador Machado\| Arbitri: \| Jim Jost Anton Sorensen \| |
| Arbitri:                              | Jim Jost Anton Sorensen |       |        |                                                                        |

| Oliveira de Azeméis 28 settembre 2003 | Spagna                       | 3 – 2 | Mozambico | Pavilhão Dr. Salvador Machado\| Arbitri: \| Bernd Ullrich Philippe Aubre \| |
| Arbitri:                              | Bernd Ullrich Philippe Aubre |       |           |                                                                             |

| Oliveira de Azeméis 28 settembre 2003 | Svizzera | 5 – 1 | Inghilterra | Pavilhão Dr. Salvador Machado |

| Oliveira de Azeméis 29 settembre 2003 | Mozambico | 3 – 1 | Inghilterra | Pavilhão Dr. Salvador Machado |

| Oliveira de Azeméis 29 settembre 2003 | Svizzera                      | 1 – 3 | Spagna | Pavilhão Dr. Salvador Machado\| Arbitri: \| Joaquim Carpelho Gianni Fermi \| |
| Arbitri:                              | Joaquim Carpelho Gianni Fermi |       |        |                                                                              |

#### Classifica
|    | Squadra     | PT | G | V | N | P | GF | GS | Diff. | Note |
| -- | ----------- | -- | - | - | - | - | -- | -- | ----- | ---- |
| 1. | Spagna      | 9  | 3 | 3 | 0 | 0 | 14 | 3  | +11   |      |
| 2. | Svizzera    | 6  | 3 | 2 | 0 | 1 | 8  | 5  | +3    |      |
| 3. | Mozambico   | 3  | 3 | 1 | 0 | 2 | 6  | 6  | 0     |      |
| 4. | Inghilterra | 0  | 3 | 0 | 0 | 3 | 2  | 16 | -14   |      |

### Girone B

#### Risultati
| Oliveira de Azeméis 27 settembre 2003 | Colombia | 0 – 14 | Argentina | Pavilhão Dr. Salvador Machado |

| Oliveira de Azeméis 27 settembre 2003 | Cile | 0 – 2 | Angola | Pavilhão Dr. Salvador Machado |

| Oliveira de Azeméis 28 settembre 2003 | Cile | 5 – 3 | Colombia | Pavilhão Dr. Salvador Machado |

| Oliveira de Azeméis 28 settembre 2003 | Argentina | 9 – 2 | Angola | Pavilhão Dr. Salvador Machado |

| Oliveira de Azeméis 29 settembre 2003 | Argentina | 16 – 1 | Cile | Pavilhão Dr. Salvador Machado |

| Oliveira de Azeméis 29 settembre 2003 | Colombia | 0 – 2 | Angola | Pavilhão Dr. Salvador Machado |

#### Classifica
|    | Squadra   | PT | G | V | N | P | GF | GS | Diff. | Note |
| -- | --------- | -- | - | - | - | - | -- | -- | ----- | ---- |
| 1. | Argentina | 9  | 3 | 3 | 0 | 0 | 39 | 3  | +36   |      |
| 2. | Angola    | 6  | 3 | 2 | 0 | 1 | 6  | 9  | -3    |      |
| 3. | Cile      | 3  | 3 | 1 | 0 | 2 | 6  | 21 | -15   |      |
| 4. | Colombia  | 0  | 3 | 0 | 0 | 3 | 3  | 21 | -18   |      |

### Girone C

#### Risultati
| Oliveira de Azeméis 27 settembre 2003 | Stati Uniti | 5 – 1 | Andorra | Pavilhão Dr. Salvador Machado |

| Oliveira de Azeméis 27 settembre 2003 | Italia | 6 – 3 | Brasile | Pavilhão Dr. Salvador Machado |

| Oliveira de Azeméis 28 settembre 2003 | Brasile | 7 – 2 | Stati Uniti | Pavilhão Dr. Salvador Machado |

| Oliveira de Azeméis 28 settembre 2003 | Andorra | 1 – 5 | Italia | Pavilhão Dr. Salvador Machado |

| Oliveira de Azeméis 29 settembre 2003 | Andorra | 3 – 5 | Brasile | Pavilhão Dr. Salvador Machado |

| Oliveira de Azeméis 29 settembre 2003 | Stati Uniti | 1 – 10 | Italia | Pavilhão Dr. Salvador Machado |

#### Classifica
|    | Squadra     | PT | G | V | N | P | GF | GS | Diff. | Note |
| -- | ----------- | -- | - | - | - | - | -- | -- | ----- | ---- |
| 1. | Italia      | 9  | 3 | 3 | 0 | 0 | 21 | 5  | +16   |      |
| 2. | Brasile     | 6  | 3 | 2 | 0 | 1 | 15 | 11 | +4    |      |
| 3. | Stati Uniti | 3  | 3 | 1 | 0 | 2 | 8  | 18 | -10   |      |
| 4. | Andorra     | 0  | 3 | 0 | 0 | 3 | 5  | 15 | -10   |      |

### Girone D

#### Risultati
| Oliveira de Azeméis 27 settembre 2003 | Francia | 3 – 4 | Portogallo | Pavilhão Dr. Salvador Machado |

| Oliveira de Azeméis 27 settembre 2003 | Paesi Bassi | 0 – 3 | Germania | Pavilhão Dr. Salvador Machado |

| Oliveira de Azeméis 28 settembre 2003 | Portogallo | 12 – 0 | Paesi Bassi | Pavilhão Dr. Salvador Machado |

| Oliveira de Azeméis 28 settembre 2003 | Germania | 1 – 4 | Francia | Pavilhão Dr. Salvador Machado |

| Oliveira de Azeméis 29 settembre 2003 | Portogallo | 8 – 1 | Germania | Pavilhão Dr. Salvador Machado |

| Oliveira de Azeméis 29 settembre 2003 | Francia | 6 – 1 | Paesi Bassi | Pavilhão Dr. Salvador Machado |

#### Classifica
|    | Squadra     | PT | G | V | N | P | GF | GS | Diff. | Note |
| -- | ----------- | -- | - | - | - | - | -- | -- | ----- | ---- |
| 1. | Portogallo  | 9  | 3 | 3 | 0 | 0 | 24 | 4  | +20   |      |
| 2. | Francia     | 6  | 3 | 2 | 0 | 1 | 13 | 6  | +7    |      |
| 3. | Germania    | 3  | 3 | 1 | 0 | 2 | 5  | 12 | -7    |      |
| 4. | Paesi Bassi | 0  | 3 | 0 | 0 | 3 | 1  | 21 | -20   |      |

## Fase finale

### Fase 1º - 8º posto

#### Tabellone principale
|  | Quarti di finale | Quarti di finale |            |           | Semifinali      | Semifinali      |  |  | Finale    | Finale |
|  |                  |                  |            |           |                 |                 |  |  |           |        |
|  | 2 ottobre        |                  |            |           |                 |                 |  |  |           |        |
|  |                  |                  |            |           |                 |                 |  |  |           |        |
|  | Spagna           | 9                |            |           |                 |                 |  |  |           |        |
|  | Spagna           | 9                | 3 ottobre  |           |                 |                 |  |  |           |        |
|  | Angola           | 1                |            |           |                 |                 |  |  |           |        |
|  | Angola           | 1                | Spagna     | 3         |                 |                 |  |  |           |        |
|  | 2 ottobre        |                  | Spagna     | 3         |                 |                 |  |  |           |        |
|  |                  | Italia           | 4          |           |                 |                 |  |  |           |        |
|  | Italia           | Italia           | 4          | 4         |                 |                 |  |  |           |        |
|  | Italia           |                  | 4 ottobre  | 4         |                 |                 |  |  |           |        |
|  | Francia          | 1                |            |           |                 |                 |  |  |           |        |
|  | Francia          | 1                | Italia     | 0         |                 |                 |  |  |           |        |
|  | 2 ottobre        |                  | Italia     | 0         |                 |                 |  |  |           |        |
|  |                  | Portogallo       | 1          |           |                 |                 |  |  |           |        |
|  | Portogallo       | Portogallo       | 1          | 4         |                 |                 |  |  |           |        |
|  | Portogallo       | 3 ottobre        |            | 4         |                 |                 |  |  |           |        |
|  | Brasile          | 1                |            |           |                 |                 |  |  |           |        |
|  | Brasile          | 1                | Portogallo | 2         | Finale 3º posto | Finale 3º posto |  |  |           |        |
|  | 2 ottobre        |                  | Portogallo | 2         | Finale 3º posto | Finale 3º posto |  |  |           |        |
|  |                  | Argentina        | 1          |           |                 |                 |  |  |           |        |
|  | Argentina        | Argentina        | 1          | 7         | Spagna          | 3               |  |  |           |        |
|  | Argentina        |                  |            | 7         | Spagna          | 3               |  |  |           |        |
|  | Svizzera         | 1                |            | Argentina | 1               |                 |  |  |           |        |
|  | Svizzera         | 1                |            |           | 1               |                 |  |  |           |        |
|  |                  |                  |            |           |                 |                 |  |  | 4 ottobre |        |
|  |                  |                  |            |           |                 |                 |  |  |           |        |

#### Quarti di finale
| Oliveira de Azeméis 2 ottobre 2003 | Spagna                           | 9 – 1 | Angola | Pavilhão Dr. Salvador Machado\| Arbitri: \| Nicolas Tolomei Joaquim Carpelho \| |
| Arbitri:                           | Nicolas Tolomei Joaquim Carpelho |       |        |                                                                                 |

| Oliveira de Azeméis 2 ottobre 2003 | Italia | 4 – 1 | Francia | Pavilhão Dr. Salvador Machado |

| Oliveira de Azeméis 2 ottobre 2003 | Portogallo | 4 – 1 | Brasile | Pavilhão Dr. Salvador Machado |

| Oliveira de Azeméis 2 ottobre 2003 | Argentina | 7 – 1 | Svizzera | Pavilhão Dr. Salvador Machado |

#### Semifinali 5º - 8º posto
| Oliveira de Azeméis 3 ottobre 2003 | Angola | 1 – 5 | Francia | Pavilhão Dr. Salvador Machado |

| Oliveira de Azeméis 3 ottobre 2003 | Brasile | 5 – 3 | Svizzera | Pavilhão Dr. Salvador Machado |

#### Semifinali 1º - 4º posto
| Oliveira de Azeméis 3 ottobre 2003 | Spagna                      | 3 – 4 | Italia | Pavilhão Dr. Salvador Machado\| Arbitri: \| Joaquim Carpelho Jose Costa \| |
| Arbitri:                           | Joaquim Carpelho Jose Costa |       |        |                                                                            |

| Oliveira de Azeméis 3 ottobre 2003 | Portogallo | 2 – 1 | Argentina | Pavilhão Dr. Salvador Machado |

#### Finali 7º - 8º posto
| Oliveira de Azeméis 4 ottobre 2003 | Angola | 3 – 5 | Svizzera | Pavilhão Dr. Salvador Machado |

#### Finali 5º - 6º posto
| Oliveira de Azeméis 4 ottobre 2003 | Francia | 1 – 6 | Brasile | Pavilhão Dr. Salvador Machado |

#### Finali 3º - 4º posto
| Oliveira de Azeméis 4 ottobre 2003 | Spagna                       | 3 – 1 | Argentina | Pavilhão Dr. Salvador Machado\| Arbitri: \| Rego Lamela Joaquim Carpelho \| |
| Arbitri:                           | Rego Lamela Joaquim Carpelho |       |           |                                                                             |

#### Finali 1º - 2º posto
| Oliveira de Azeméis 4 ottobre 2003 | Italia                     | 0 – 1 | Portogallo | Pavilhão Dr. Salvador Machado\| Arbitri: \| Nicolas Tolomei Jose Costa \| |
| Arbitri:                           | Nicolas Tolomei Jose Costa |       |            |                                                                           |

### Fase 9º - 16º posto

#### Tabellone principale
|  | Quarti di finale | Quarti di finale |           |          | Semifinali       | Semifinali       |  |  | Finale 9º posto | Finale 9º posto |
|  |                  |                  |           |          |                  |                  |  |  |                 |                 |
|  | 2 ottobre        |                  |           |          |                  |                  |  |  |                 |                 |
|  |                  |                  |           |          |                  |                  |  |  |                 |                 |
|  | Mozambico        | 7                |           |          |                  |                  |  |  |                 |                 |
|  | Mozambico        | 7                | 3 ottobre |          |                  |                  |  |  |                 |                 |
|  | Colombia         | 2                |           |          |                  |                  |  |  |                 |                 |
|  | Colombia         | 2                | Mozambico | 11       |                  |                  |  |  |                 |                 |
|  | 2 ottobre        |                  | Mozambico | 11       |                  |                  |  |  |                 |                 |
|  |                  | Paesi Bassi      | 0         |          |                  |                  |  |  |                 |                 |
|  | Stati Uniti      | Paesi Bassi      | 0         | 2        |                  |                  |  |  |                 |                 |
|  | Stati Uniti      |                  | 4 ottobre | 2        |                  |                  |  |  |                 |                 |
|  | Paesi Bassi      | 3                |           |          |                  |                  |  |  |                 |                 |
|  | Paesi Bassi      | 3                | Mozambico | 2        |                  |                  |  |  |                 |                 |
|  | 2 ottobre        |                  | Mozambico | 2        |                  |                  |  |  |                 |                 |
|  |                  | Cile             | 4         |          |                  |                  |  |  |                 |                 |
|  | Cile             | Cile             | 4         | 7        |                  |                  |  |  |                 |                 |
|  | Cile             | 3 ottobre        |           | 7        |                  |                  |  |  |                 |                 |
|  | Inghilterra      | 0                |           |          |                  |                  |  |  |                 |                 |
|  | Inghilterra      | 0                | Cile      | 3 (6)    | Finale 11º posto | Finale 11º posto |  |  |                 |                 |
|  | 2 ottobre        |                  | Cile      | 3 (6)    | Finale 11º posto | Finale 11º posto |  |  |                 |                 |
|  |                  | Germania         | 3 (5)     |          |                  |                  |  |  |                 |                 |
|  | Germania         | Germania         | 3 (5)     | 7        | Paesi Bassi      | 4                |  |  |                 |                 |
|  | Germania         |                  |           | 7        | Paesi Bassi      | 4                |  |  |                 |                 |
|  | Andorra          | 2                |           | Germania | 2                |                  |  |  |                 |                 |
|  | Andorra          | 2                |           |          | 2                |                  |  |  |                 |                 |
|  |                  |                  |           |          |                  |                  |  |  | 4 ottobre       |                 |
|  |                  |                  |           |          |                  |                  |  |  |                 |                 |

#### Quarti di finale
| Oliveira de Azeméis 2 ottobre 2003 | Mozambico | 7 – 2 | Colombia | Pavilhão Dr. Salvador Machado |

| Oliveira de Azeméis 2 ottobre 2003 | Stati Uniti | 2 – 3 | Paesi Bassi | Pavilhão Dr. Salvador Machado |

| Oliveira de Azeméis 2 ottobre 2003 | Cile | 7 – 0 | Inghilterra | Pavilhão Dr. Salvador Machado |

| Oliveira de Azeméis 2 ottobre 2003 | Germania | 4 – 2 | Andorra | Pavilhão Dr. Salvador Machado |

#### Semifinali 13º - 16º posto
| Oliveira de Azeméis 3 ottobre 2003 | Colombia | 0 – 5 | Stati Uniti | Pavilhão Dr. Salvador Machado |

| Oliveira de Azeméis 3 ottobre 2003 | Inghilterra | 3 – 4 (d.c.r.) | Andorra | Pavilhão Dr. Salvador Machado |

#### Semifinali 9º - 12º posto
| Oliveira de Azeméis 3 ottobre 2003 | Mozambico | 11 – 0 | Paesi Bassi | Pavilhão Dr. Salvador Machado |

| Oliveira de Azeméis 3 ottobre 2003 | Cile | 6 – 5 (d.c.r.) | Germania | Pavilhão Dr. Salvador Machado |

#### Finale 15º - 16º posto
| Oliveira de Azeméis 4 ottobre 2003 | Colombia | 6 – 4 | Inghilterra | Pavilhão Dr. Salvador Machado |

#### Finale 13º - 14º posto
| Oliveira de Azeméis 4 ottobre 2003 | Stati Uniti | 5 – 2 | Andorra | Pavilhão Dr. Salvador Machado |

#### Finale 11º - 12º posto
| Oliveira de Azeméis 4 ottobre 2003 | Paesi Bassi | 4 – 2 | Germania | Pavilhão Dr. Salvador Machado |

#### Finale 9º - 10º posto
| Oliveira de Azeméis 4 ottobre 2003 | Mozambico | 2 – 4 | Cile | Pavilhão Dr. Salvador Machado |

## Classifica finale
|     | Squadra     | G | V | N | P | GF | GS | Diff. | Note              |
| --- | ----------- | - | - | - | - | -- | -- | ----- | ----------------- |
| 1.  | Portogallo  | 6 | 6 | 0 | 0 | 31 | 6  | +25   |                   |
| 2.  | Italia      | 6 | 5 | 0 | 1 | 29 | 10 | +19   |                   |
| 3.  | Spagna      | 6 | 5 | 0 | 1 | 29 | 9  | +20   |                   |
| 4.  | Argentina   | 6 | 4 | 0 | 2 | 48 | 9  | +39   |                   |
| 5.  | Brasile     | 6 | 4 | 0 | 2 | 27 | 19 | +8    |                   |
| 6.  | Francia     | 6 | 3 | 0 | 3 | 20 | 17 | +3    |                   |
| 7.  | Svizzera    | 6 | 3 | 0 | 3 | 17 | 20 | -3    |                   |
| 8.  | Angola      | 6 | 2 | 0 | 4 | 11 | 28 | -17   |                   |
| 9.  | Cile        | 6 | 4 | 0 | 2 | 23 | 28 | ̈-5    |                   |
| 10. | Mozambico   | 6 | 3 | 0 | 3 | 26 | 14 | +12   |                   |
| 11. | Paesi Bassi | 6 | 2 | 0 | 4 | 8  | 36 | -28   |                   |
| 12. | Germania    | 6 | 2 | 0 | 4 | 16 | 24 | -8    |                   |
| 13. | Stati Uniti | 6 | 3 | 0 | 3 | 20 | 23 | -3    |                   |
| 14. | Andorra     | 6 | 1 | 0 | 5 | 13 | 27 | -14   | Campionato B 2004 |
| 15. | Colombia    | 6 | 1 | 0 | 5 | 11 | 37 | -26   | Campionato B 2004 |
| 16. | Inghilterra | 6 | 0 | 0 | 6 | 9  | 33 | -24   | Campionato B 2004 |

## Campioni
| Campione del Mondo 2003 |
| ----------------------- |
| Portogallo 15º titolo   |